# Tafraout (Médéa)
Pour les articles homonymes, voir Tafraout (Maroc).
Tafraout est une commune de la wilaya de Médéa en Algérie.
Tafraout, Tafrawt en berbère : la vallée cachée, le bassin, la dépression, etc. de tafra : cachée et ouet : celle, tafraout donc veut dire : celle qui est cachée du regard. Ce village est le chef-lieu de la commune de même nom dans la wilaya de Médéa en Algérie.

## Géographie
La commune est située dans l'extrême nord des hautes plaines centrales algériennes au piémont sud de l'Atlas tellien (mont de Titteri Dirah) à environ 135 km au sud d'Alger et à 87 km au sud-est de Médéa et à 52 km à l'est de Sour El Ghozlane et à 12 km au nord de Chellalet El Adhaoura.
|            | Sidi Zahar                         |                                                    |
| Sidi Ziane | Tafraout                           | Chellalet El Adhaoura , {Ridane(wilaya de Bouira)} |
|            | Kef Lakhdar, Chellalet El Adhaoura |                                                    |